# Füsti fecske

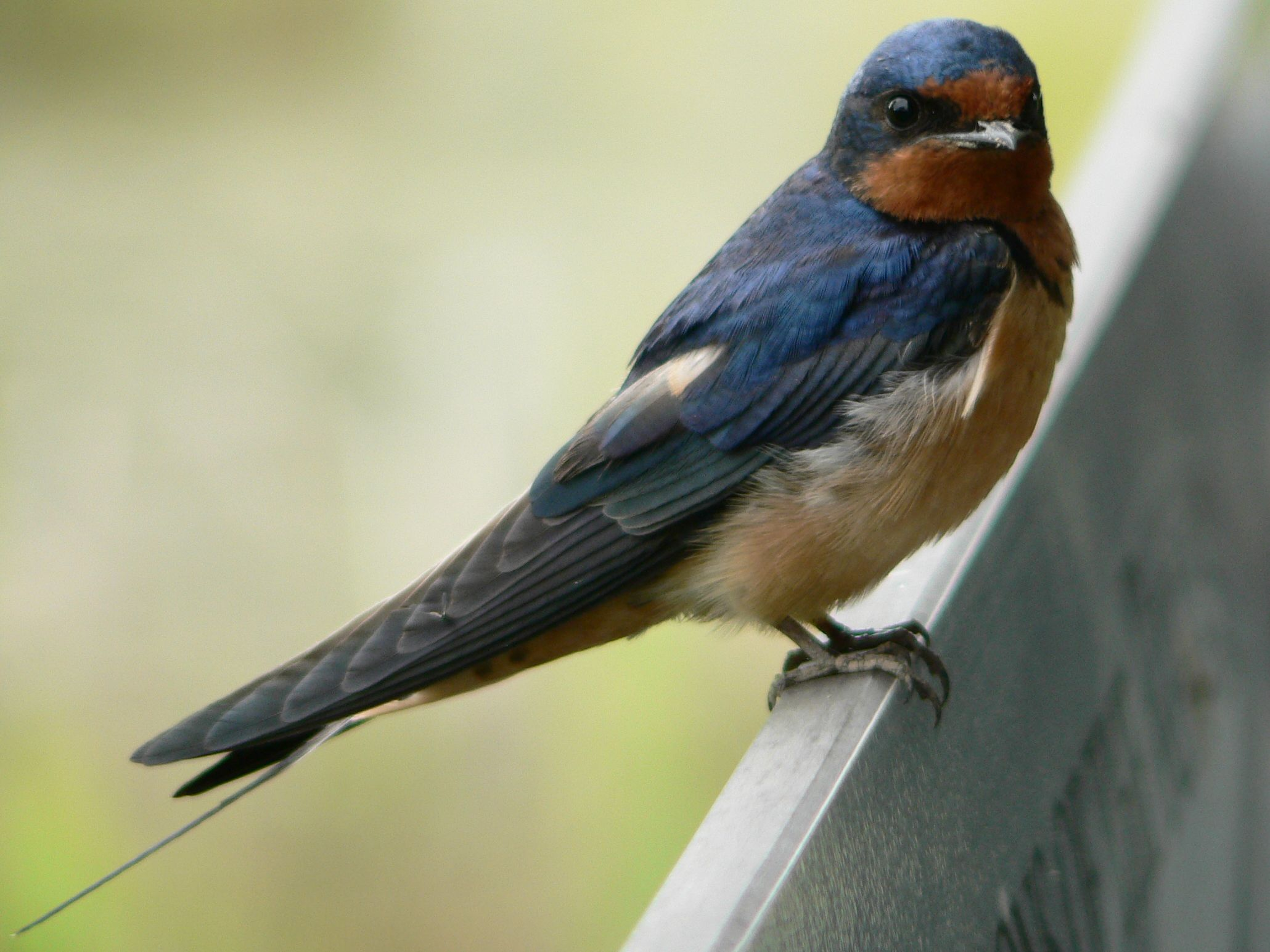
Észak-amerikai füstifecske (Hirundo rustica erythrogaster)

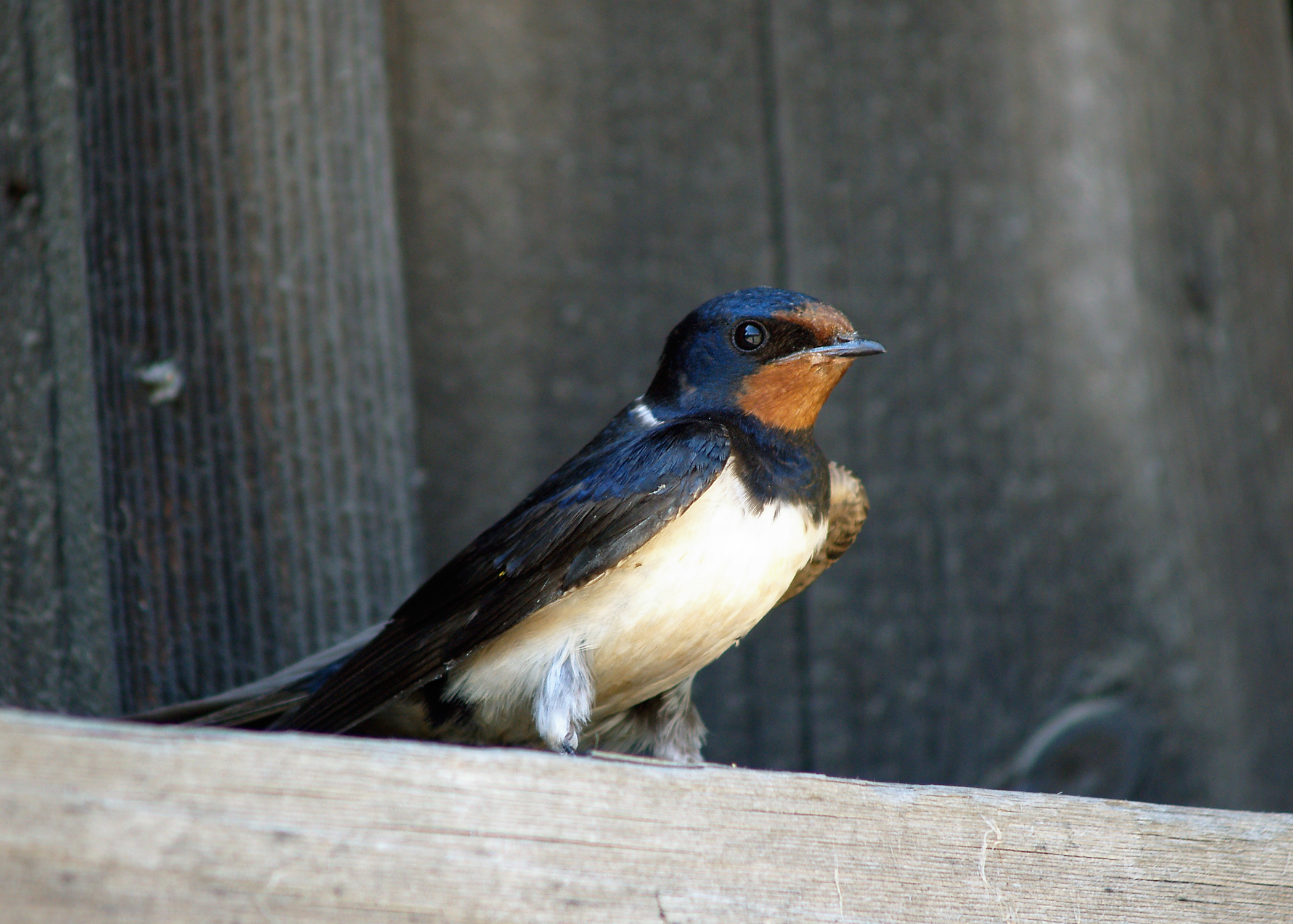

A füsti fecske (Hirundo rustica) a verébalakúak rendjébe és a fecskefélék (Hirundinidae) családjába tartozó, apró testű, villámgyors röptű madár. A füsti fecske a fecskefélék villásfecskék nemének legelterjedtebb faja. Jellegzetes külsejű énekesmadár, testének felső részén kékesfekete tollazattal, villás farktollakkal és ívelt, hegyes szárnyakkal. Megtalálható Európában, Ázsiában, Afrikában és az amerikai kontinensen.
A füsti fecskéknek hat alfaja van, melyek szerte az északi féltekén költenek. Négy alfajuk vándorol délebbre telelni. Telelési területük a sarkvidéket leszámítva kiterjed Argentína középső és távolabbi déli vidékeire, Dél-Afrikára és az ausztrál kontinens északi vidékeire is. Nagy kiterjedésű élőhelye egyben azt is jelenti, hogy a füsti fecske nem veszélyeztetett madárfaj, ám helyi populációit megtizedelhetik bizonyos, az adott helyen bekövetkező kedvezőtlen folyamatok.
A füsti fecske a nyílt vidék madara, mely főleg ember alkotta szerkezetekre építi fészkét, és szinte mindenütt elterjedt, ahol emberek élnek. Csésze formájú fészkét sárgolyókból építi istállókban vagy azokhoz hasonló helyeken. Repülés közben rovarokkal táplálkozik. E madárfaj jelentős mértékben kötődik az emberekhez, és rovarevő mivolta miatt az ember elviseli jelenlétét, mely kapcsolatot megerősítették az idők során e madarakkal és fészkeikkel kapcsolatban kialakult babonák is. Számos irodalmi és vallási mű hivatkozik a füsti fecskékre.
Ausztria és Észtország hivatalos madara.

## Előfordulása
Az Antarktisz kivételével minden kontinensen elterjedt vándormadár, csak a hideg éghajlati övet és a sivatagos területeket kerüli.
A füsti fecskét széles elterjedési terület jellemzi, fészkelő állományai Eurázsia, Észak-Afrika és Észak-Amerika nagy részén megtalálhatóak. Vonuló és telelő állományai Afrikában a Szaharától délre eső területeken, Ázsiában Pakisztántól egészen Új-Guineáig terjedő területeken, Ausztrália északi részein, valamint Közép- és Dél-Amerikában találhatóak.

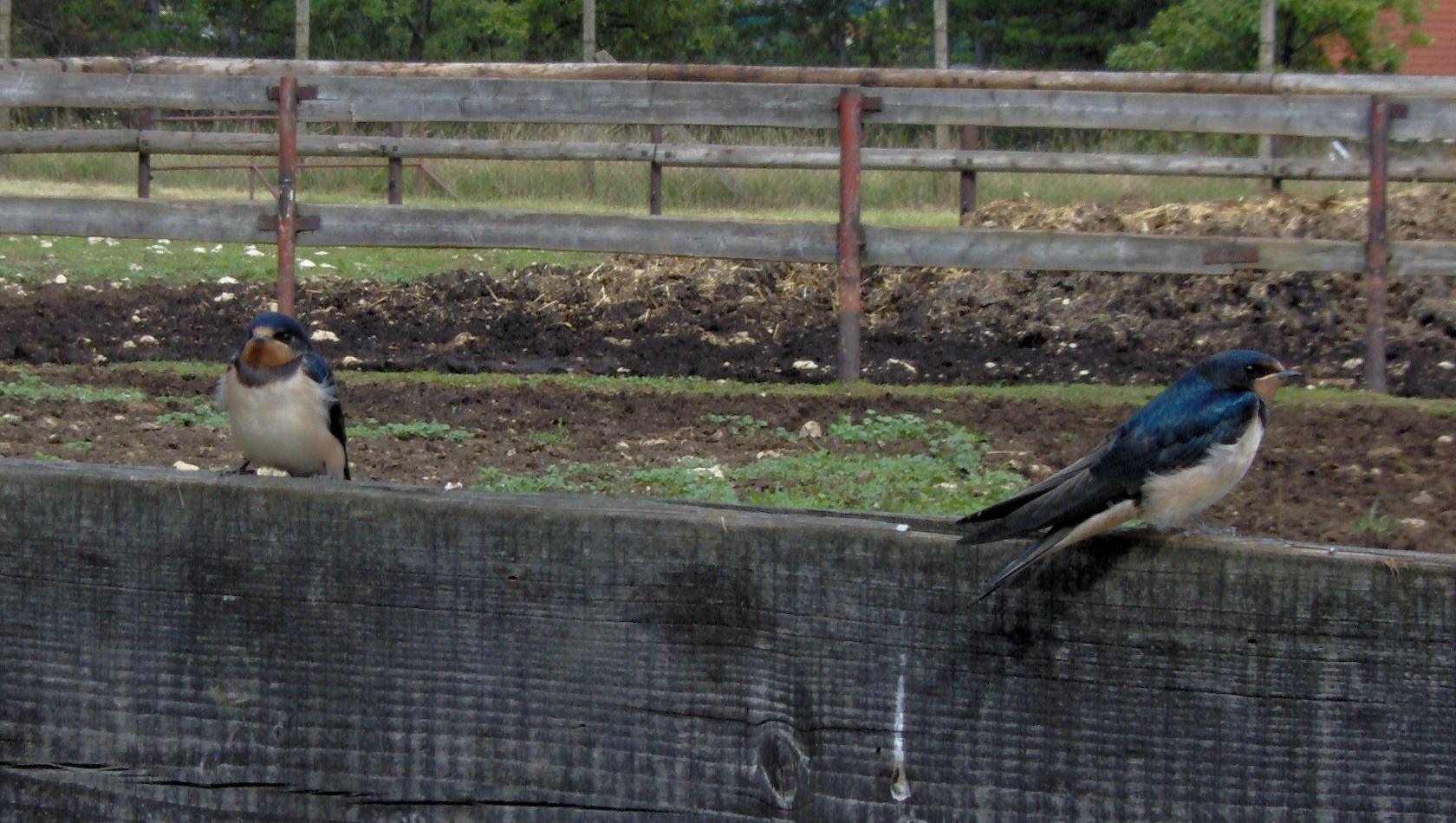
Fiatal füsti fecskék

## Kárpát-medencei előfordulása
A füsti fecske a Kárpát-medencében az áprilistól szeptemberig terjedő időszakban figyelhető meg. Rendkívül gyakori fészkelő.
Magyarországi becsült állománya az ezredfordulón 220-320 000 párra volt tehető, és stabilnak volt mondható. 2001 és 2006 között drasztikusan csökkent az állomány, ami miatt 2010 után már csupán 89-102 000 pár fészkel hazánkban. Legnagyobb sűrűségben az Alföldön és a Kisalföldön fordul elő, de egész Magyarországon találkozhatunk a fajjal. A legritkább a városi területeken.

## Neve és rendszertani besorolása
A füsti fecskét először Carl von Linné írta le 1758-as kiadású Systema Naturae című művében Hirundo rustica néven. A Hirundo latin jelentése fecske, míg a rustica utótag azt jelenti: vidéki. E madárfaj csak az egyike mindazon fecskeféléknek, melyeknek élettere magában foglalja az amerikai kontinenst is, ugyanakkor a fecskék Afrikában őshonosak. 
Az Oxford English Dictionary 1851-re teszi a barn swallow, az állat angol köznapi nevének megjelenését, ugyanakkor Gilbert White 1789-es kiadású, The Natural History of Selborne című művében így ír róla:
„A fecske, annak ellenére, hogy elnevezése kémény fecske, mégis semmiféle köze nincs a kéményekhez, ugyanakkor gyakran csűrökben, melléképületekben épít fészket a szarufák ellenében... Svédországban csűrökben költ, ezért ladusvala, azaz csűr-fecskének nevezik.”
Emiatt úgy tartják, hogy a madár angol elnevezése a svéd elnevezés átvételével keletkezett.
A fecskefélék nemzetségén belül számos rendszertani besorolással kapcsolatos probléma merült fel, például a vörhenyes mellkasú fecske (Hirundo lucida) esetében, mely Nyugat-Afrikában, a Kongói-medencében és Etiópia területén él, és amelyet korábban a füsti fecskék alfajai közé soroltak be rendszertanilag. Vándorló rokonánál a Hirundo lucida némileg kisebb, keskenyebb kék mellkasi sávval rendelkezik, és a felnőtt egyedeknek rövidebb, villás farktolluk van. Repülés közben halványabb színűnek látszik testének alsó fele, mint a füsti fecskéké.

### Alfajai
Óriási elterjedési területén a füsti fecskének mindössze hat alfaja alakult ki.
- európai füstifecske (Hirundo rustica rustica) – Egész Európában ez az alfaj él, előfordul Észak-Afrikában, a Közel-Kelet egy részén, Közép-Ázsiában és Szibériában a Jenyiszej folyóig. A madarak a telet Afrika nyugati és déli részén, az Arab-félszigeten vagy Indiában töltik.
- közel-keleti füstifecske (Hirundo rustica transitiva) – A Közel-Kelet nagy részén ez az alfaj él, előfordul Törökország déli részétől egészen Izraelig. Többnyire állandóan egy helyen élő faj, nem szokott telelni járni. Néhány madár olykor útra kél, és Afrika keleti részén tölti a telet. Narancssárgás hasa és élénkvörös torka van.
- egyiptomi füstifecske (Hirundo rustica savignii) – Egyiptomban élő alfaj, elsősorban a Nílus deltájában él nagyobb számban. Egész évben egy helyben élő alfaj.
- keleti füstifecske (Hirundo rustica gutturalis) – A Himalájától keletre fordul elő, Kínában és Japánban is költ. Vonuló alfaj, a telet Ázsia déli részén, Indiában, Srí Lankán vagy Indonéziában tölti. Sok madár Új-Guinea szigetén vagy Ausztrália trópusi területein telel.
- szibériai füstifecske (Hirundo rustica tytleri) – Szibéria java részén ez az alfaj él. Költ Mongólia északi részén is. Vonuló alfaj, a telet Ázsia déli területein tölti. Telelőterülete Nyugat-Bengáltól Thaiföldig és Malajziáig tart.
- észak-amerikai füstifecske (Hirundo rustica erythrogaster) – A füstifecske amerikai alfaja. Költőterülete felöleli egész Észak-Amerikát Alaszkától egészen Mexikó déli részéig. Telelni a Karib-tenger szigeteire és Közép-Amerika országaiba jár. Olykor Dél-Amerika északi részére is eljut.

## Megjelenése

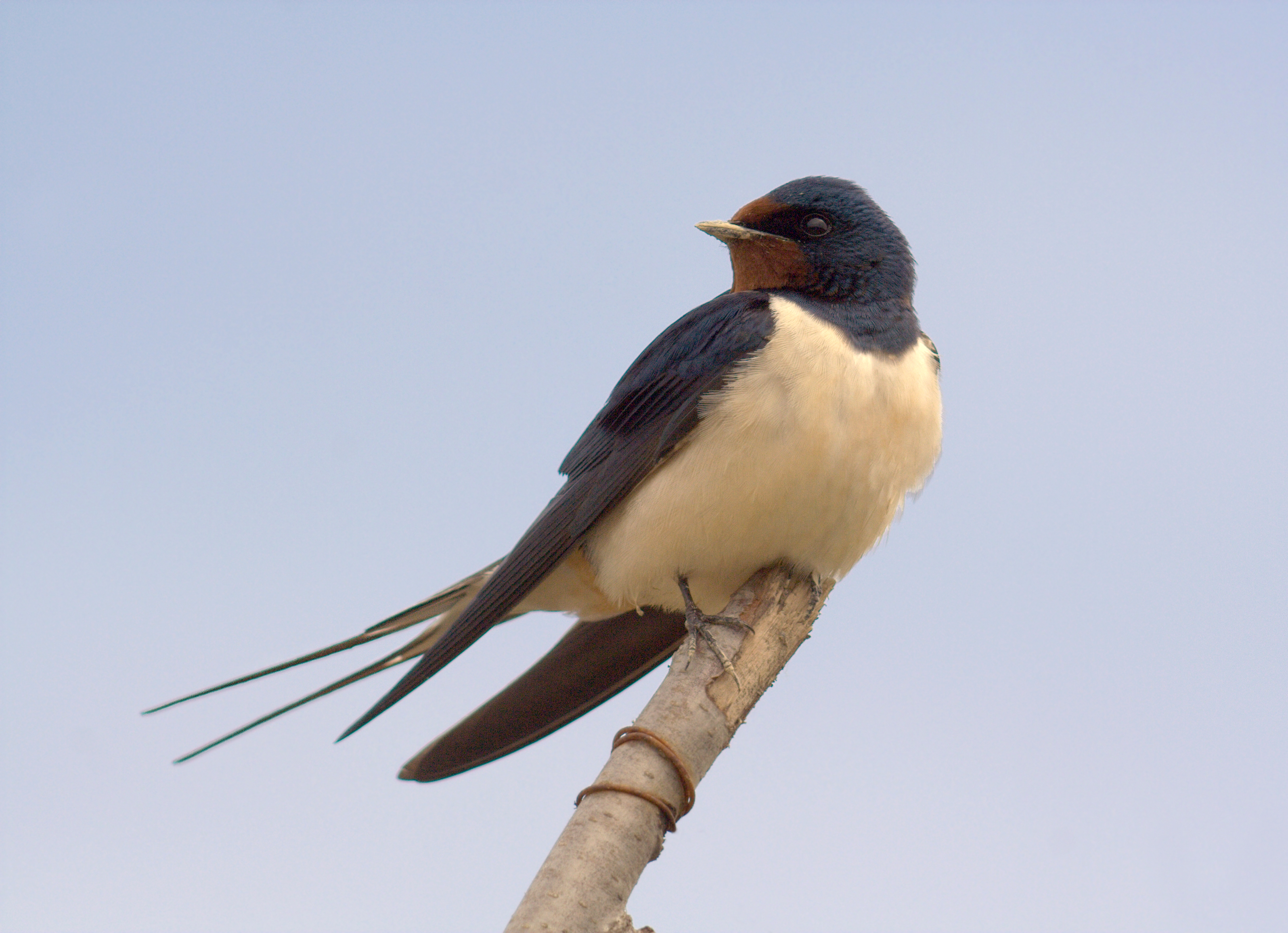
Egy felnőtt egyed

A füsti fecske feje és háta kékesfekete, hasa világos, vöröses árnyalattal, mellénye és homloka élénkrozsdaszínű. A torokfoltot fekete torokszalag választja el a testaljtól. Farka villás, és ahogy idősödik a madár, úgy válik egyre hosszabbá és vékonyabbá, alsó részén pedig néhány fehér toll is megjelenik. A fiatal egyedek színei halványabbak, farkuk szélesebb. Lábuk csupasz.
A felnőtt hím füsti fecske a névadó H. r. rustica alfajból 17–19 cm testhosszal bír, beleértve 2-7 centiméteres farktollait is. Szárnyfesztávolsága 32-34,5 centiméter, testsúlya 16-22 gramm. Kékesfekete testének felső része, homloka, álla és torka vörös, amely élesen elüt fekete tollaitól és alsótestének piszkosfehér tollazatától, mely utóbbit egy kékesfekete sáv választja el. Farktollai megnyúltak és villát alkotnak. A tojó hasonló kinézetű, mint a hím, ám kevésbé fényes tollazatú és testének alsó részén is halványabb tollú. A fiatal egyedek barnás színezetűek és halványabb a csőrük körüli vörös tollazat és hiányoznak a megnyúlt villás farktollak.
A jól megkülönböztethető vörös pofájuk és kék mellkasuk megkönnyíti az afrikai fecskeféléktől, valamint az Ausztráliában és Új-Zélandon élő Hirundo neoxena egyedeitől való megkülönböztethetőségüket. Afrikában a fiatal egyedek fartollainak rövid villája könnyen összetéveszthetővé teszi a Hirundo lucida fiatal példányaival, bár ez utóbbiaknak keskenyebb a mellkasi sávjuk, és több a fehér szín a farktollaiknál.

## Életmódja
A kecses, gyors füsti fecske hasznos madár: repülő rovarokkal, levéltetvekkel, kisebb lepkékkel táplálkozik. Ha már kevés a táplálék, pókokra és hernyókra is ráfanyalodik. Az ősz közeledtével mind kevesebb rovar repked a levegőben, így egyre inkább a vízpartok környékén keresgél. Amikor eső közeleg, a rovarok is földközelben maradnak, ezért jelzik az alacsonyan szálló fecskék az időjárásváltozást.
Augusztusban-szeptemberben a fecskék kisebb-nagyobb csoportokba verődnek a háztetők gerincén és a villanydrótokon, készülve az előttük álló hosszú utazásra. A vándorlást megelőző hetekben a fecskék rengeteg táplálékot fogyasztanak el azért, hogy testsúlyukat megnöveljék. Ilyenkor eredeti súlyuknak akár közel duplájára is hízhatnak. A szakemberek ezt nevezik hiperevésnek. A vándorlás előtt a Közép-Európában élő fecskék jelentős része a Balaton környéki nádasokban, a Hortobágyon, vagy a Baranya vármegyében fekvő Sumony település határában gyülekezik. A vedlés a többi költöző madártól eltérően a telelőhelyen történik meg, nem indulás előtt. A vándorlás során a csapatokban vonuló madarak óriási távolságokat képesek megtenni, és nagyobb nádasokban éjszakáznak.
A füsti fecske éneke csicsergő-fecsegő, hívóhangja „tszvit-tszvit-tszvit”, veszély esetén pedig a veszély forrásától függően síró „tszink-tszink” hangot hallat. A füsti fecske éneke vidám trillázásból áll, mely gyakran egy szu-szíír befejezéssel ér véget, amelyből az utótag magasabb hangzású, ám gyorsan vége szakad. A hívójel lehet a vitt, vagy a vitt-vitt, valamint a hangos szplí-plink, amikor izgatottak, vagy valamilyen betolakodót el akarnak kergetni a fészek közeléből. Figyelmeztetőjelként az éles szifitt kiáltást használják, mikor macskát, valamint a fit-fitt jelet használják, ha ragadozó madár bukkan fel, például kabasólyom. E madárfaj egyedei telelőterületeiken meglehetősen csendesek.

### Táplálkozása

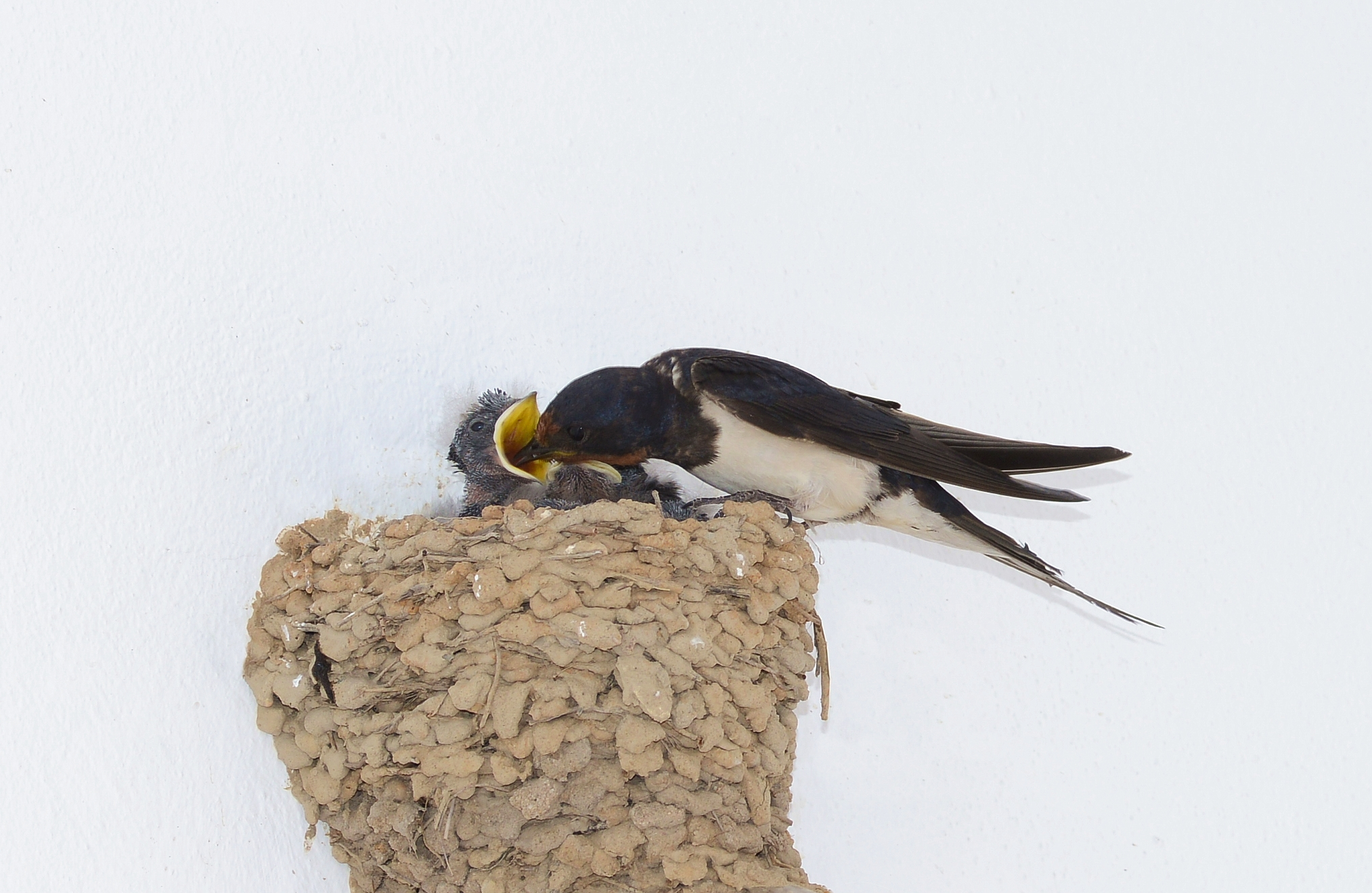
Egy fióka etetés közben

A füsti fecskék szokásaikban hasonlítanak a többi rovarevő madárfajhoz, beleértve más fecskefajokat és a sarlósfecskeféléket is. A füsti fecske nem kimondottan gyorsan repül vadászat közben, repülési sebessége 11 és 20 m/s lehet, míg szárnycsapásait másodpercenként 5-9 alkalommal hajtja végre, ám jobb manőverezési képessége van, mint azon rovaroknak, melyeket röptében elfogyaszt. Gyakran látható, amint sík területek vagy nyílt vízfelületek fölött közvetlenül, kis magasságban repül.
A füsti fecskék jellemzően 7-8 méterrel a föld felett repülve táplálkoznak, miközben gyakran követnek állatcsordákat, embereket vagy mezőgazdasági gépeket, hogy elfogják az ezek által felzavart rovarokat, de esetenként a víz felszínén felbukkanó táplálékokat is felkapják alacsony röptük közben, vagy falak felületéről, növényekről szedik össze táplálékukat. Fészkelőhelyeiken a nagyobb legyek teszik ki táplálékuk 70%-át, miközben a levéltetvek szintén fontos összetevőjét képviselik élelmüknek. Ugyanakkor Európában a füsti fecskék kevesebb levéltetvet fogyasztanak, mint a molnárfecskék (Delichon urbicum) vagy a partifecskék (Riparia riparia). Telelőterületeiken a hártyásszárnyúak (Hymenoptera) képezik táplálékforrásuk jelentős részét, például a szárnyashangyák. A tojások lerakásának időszakában a fecskék párokban vadásznak, de gyakran vadásznak nagy csapatokban is. A fokozatosan, vagy esetenként hirtelen lehűlő levegő befolyásolja a fecskék táplálkozási lehetőségeit, mivel +15 °C körül már a repülő rovarok kevésbé jönnek elő búvóhelyeikről, míg +10 °C fok alatt már egyáltalán nem fordulnak elő. A hidegbetörések a fecskék vándorlásának ütemét is döntő módon befolyásolják. Ugyanakkor a magyarországi füsti fecskék őszi elvándorlása után is lehet még fecskékkel találkozni hazánkban, mivel a Magyarországtól északabbra élő populációk egyedei valamivel később érik el térségünket.
Izotópos vizsgálatok kimutatták, hogy a telelőterületeken lévő állomány más élelemszerző helyeket használ, míg a Brit-szigeteken lévő állomány javarészt füves területek felett szerzi be táplálékát, addig a svájci madarak inkább erdőségekben táplálkoznak. Egy másik tanulmányból kiderült, hogy egy Dániában fészkelő, önálló állomány két különböző telelőterületet vesz igénybe télen.
A füsti fecskék úgy jutnak vízhez, hogy közvetlenül a víz színe fölött repülnek, és kinyitják a csőrüket, majd belemártják repülés közben a vízbe. E madarak hasonló módon tisztálkodnak, melyet szintén repülés közben végeznek el.
A füsti fecskék néha többezres alvóhelyeken gyűlnek össze, főleg a költési időszakot követően. Alvóhely szempontjából kedvelik a nádasokat, és mielőtt nyugovóra térnének, azelőtt örvénylenek a növényzet felett. A nádasok fontos élelemforrást képeznek a vándorlásban lévő csapatok számára, jóllehet a fecskék csak nappal vándorolnak, ugyanakkor a nádasokból felzavart rovarokból elegendő tápanyagforráshoz jutnak, hogy fel tudjanak töltődni energiával az utazásuk következő szakaszának megtételéhez.

### Élőhelye

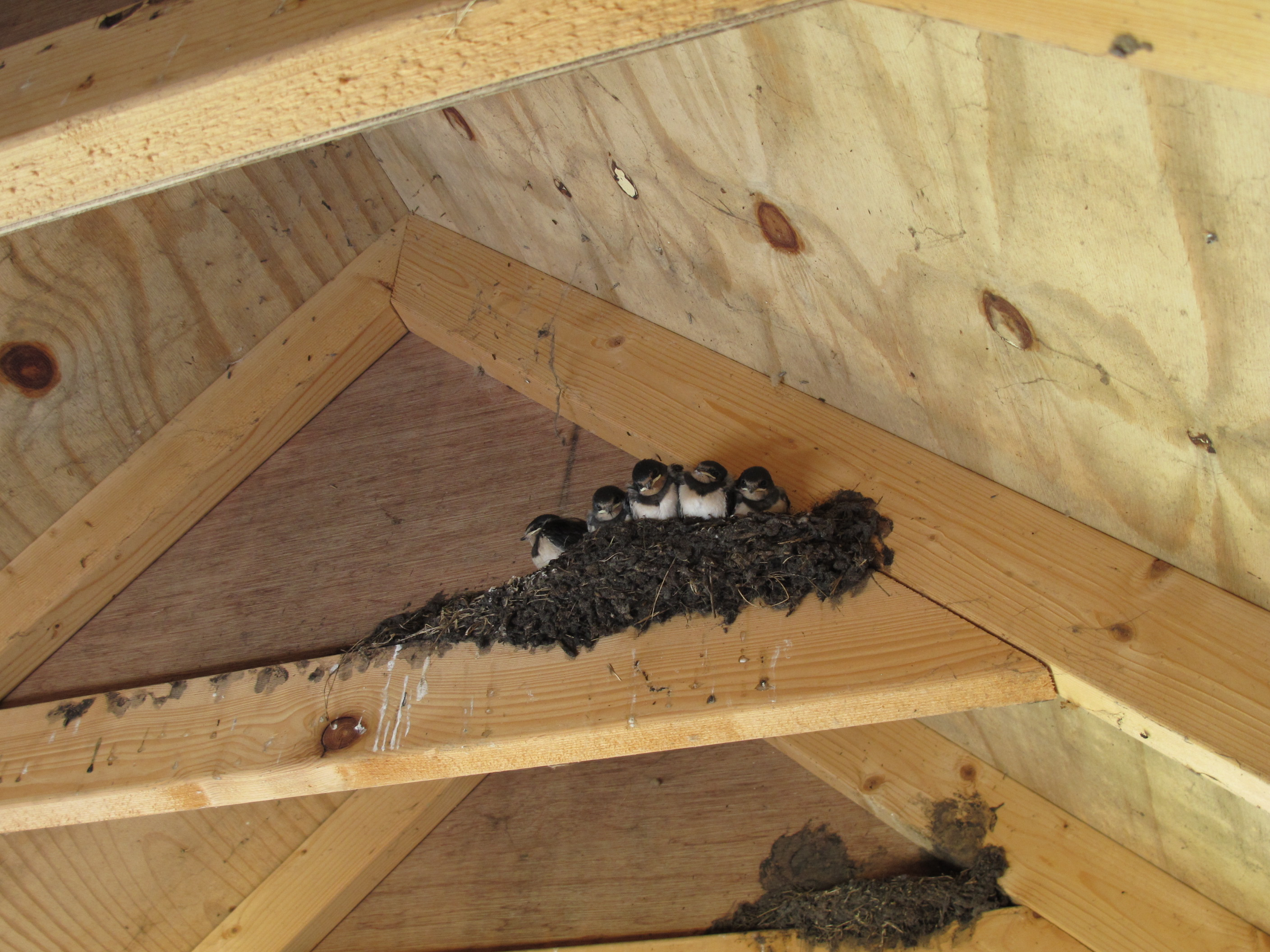
A fecskék fészeképítésnél kedvelik az ember alkotta épületeket

A füsti fecskék által előnyben részesített területek elsősorban a nyílt vidékek, alacsony növényzettel borítva, mint például a legelők, mezők, mezőgazdasági területek, főleg szántók, lehetőleg víz közelében. A fecskék kerülik az sűrűn erdősült területeket, az olyan helyeket, ahol meredek lejtők vannak és a sűrűn beépített helyeket. Az elérhető és fészkelésre alkalmas nyitott oldalú épületek, mint például a csűrök, istállók és egyéb építmények jelenléte, valamint a faágak, vagy a vízszinthez közeli, ágakhoz hasonló felületek, mint amilyenek a villanyvezetékek, ereszek jelenléte és mennyisége is döntő szempont e madarak fészkelőhelyeinek megválasztásánál.
A füsti fecskék az északi féltekén a tengerszint közelétől, általában egészen 2700 méteres magasságig, míg a Kaukázus vidékén és Észak-Amerikában a 3000 méteres tengerszint feletti magasságig fészkelnek. A fecskék sivatagokban és a kontinensek hidegebb, északi részein nem telepedtek meg. Élőhelyének jelentős részén kerüli a városokat és Európában a városokban a molnárfecske veszi át helyét. Ugyanakkor Honsú szigetén, Japánban a füsti fecske inkább városi madár, mint például a vörhenyes fecske (Cecropis daurica).
Telente a fecskék a fél világot bejárják vándorútjuk során, ám a sűrű erdőségeket és a sivatagokat ilyenkor is kerülik. A szavannákon és a többi nyílt területen, például a farmokon, tanyákon gyakran előfordul, ám Venezuelában, Dél-Afrikában és Trinidad és Tobago szigetein kedvelik a cukornádültetvények felégetett területeit is. Megfelelő alvóhelyek hiányában alvóhelyként használja a légvezetékeket, ám itt jobban ki van téve a ragadozó madarak támadásainak. Az egyes példányok törekednek arra, hogy ugyanazokon a telelőhelyeiken töltsék a hideg évszakot, ahol már korábban teleltek. Alvóhelynek nádasokat is használhatnak, ahol nagyobb távolságokból is összegyűlhetnek. Ezen alvóhelyeken igen nagy létszámban is összegyűlhetnek, például Nigériában megfigyeltek másfél millió egyedet számláló csapatot is. Úgy tartják, hogy a közös alvóhelyeken való nagy számú összegyűlésük a ragadozók elleni védekezést szolgálja és az alvóhelyekre való megérkezés az afrikai kabasólymok nagy számú megjelenésével van szinkronban. Feljegyeztek olyan füsti fecskéket, amelyek telelési területeik mérsékeltebb vidékein költöttek, például Thaiföld hegyvidéki részein és Argentína középső vidékein.
A füsti fecskék nagy távolságokba való vándorlására először 1912. december 23-án derült fény, amikor is egy az angliai Staffordshireben, James Masefield által meggyűrűzött egyedet a dél-afrikai Natalban fogtak be. Mint hosszú távolságokra vándorló madár, e faj egyedeivel találkoztak már Hawaiin, Bermuda szigetén, Grönlandon, Tristan da Cunhán és a Falkland-szigeteken is.

## Szaporodása

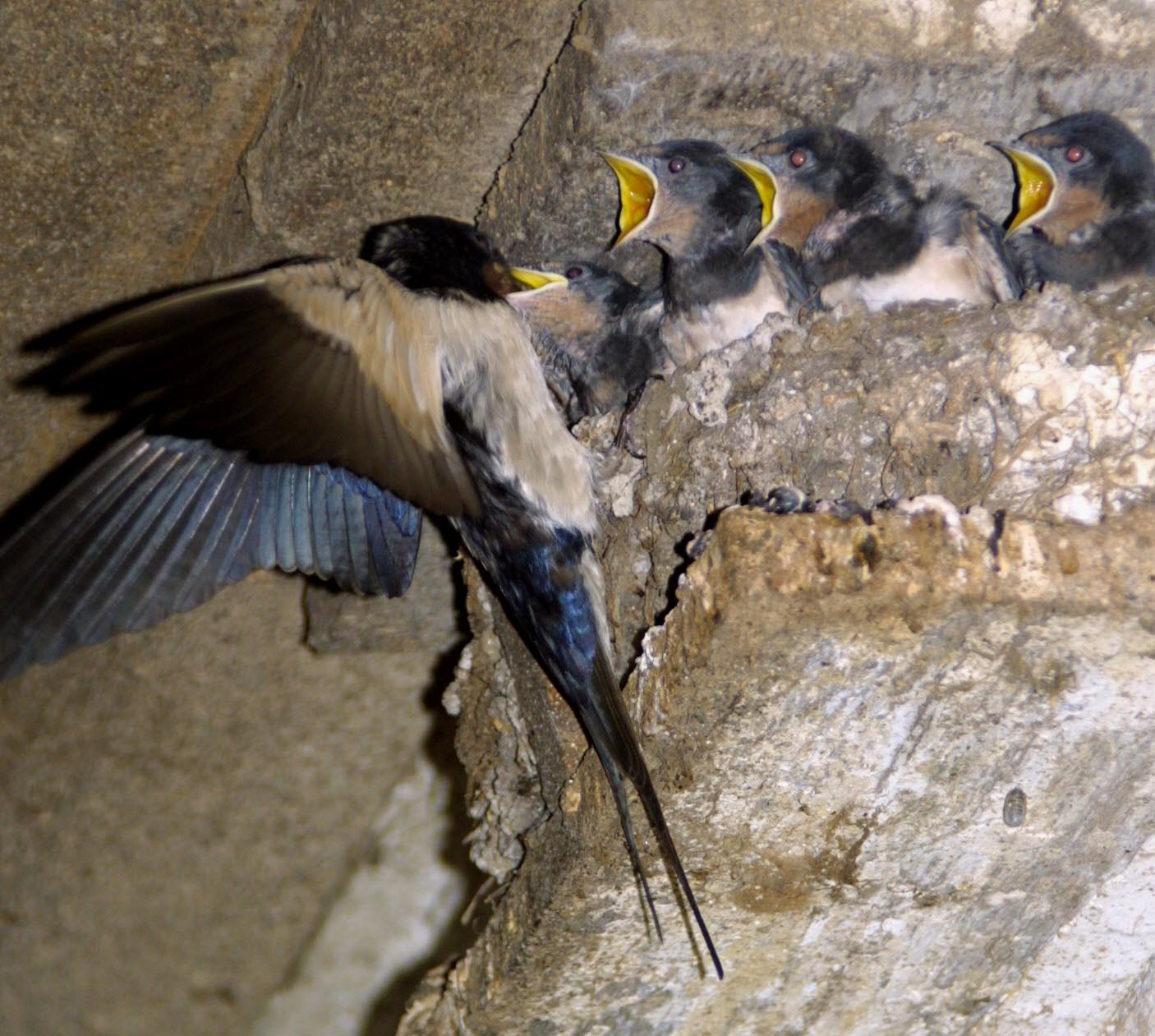
Fiókák etetése a fészekben...

A délről megérkezett füsti fecskék számára májusban érkezik el a költési időszak kezdete. Az amúgy társas madarak ekkor párokat alkotnak, és közösen fészket kezdenek építeni. A csésze alakú fészket szinte kizárólag emberi környezetben, épületek (istállók, pajták) fedett részeiben cseppenként és szálanként tapasztják össze a pocsolyák sarából és különféle növényi részekből. Sokszor előző évi fészkeket foglalnak el újra és bővítenek ki. A füsti fecske nem kimondottan telepes fészkelő, ám gyakran előfordul, hogy meglehetős közelségben épül fel több költőhely.
A füsti fecske évente többnyire két – bőséges időben három – fészekaljat nevel fel, bár elterjedése északi részén általában csak egyet. Egy alkalommal 4-6 fehér alapon kékes-barnás pettyekkel tarkított tojást rak, amelyek 14-16 nap múlva kelnek ki. A fiókák kezdetben csupaszok és vakok, mintegy 18-23 napon belül válnak röpképessé. Csillapíthatatlan étvágyukat addig mindkét szülő igyekszik kielégíteni. Ilyenkor egy nagyobb fészekaljhoz akár naponta 400 alkalommal hoznak a torkukban eledelt.
Időnként a molnárfecskével kereszteződik.

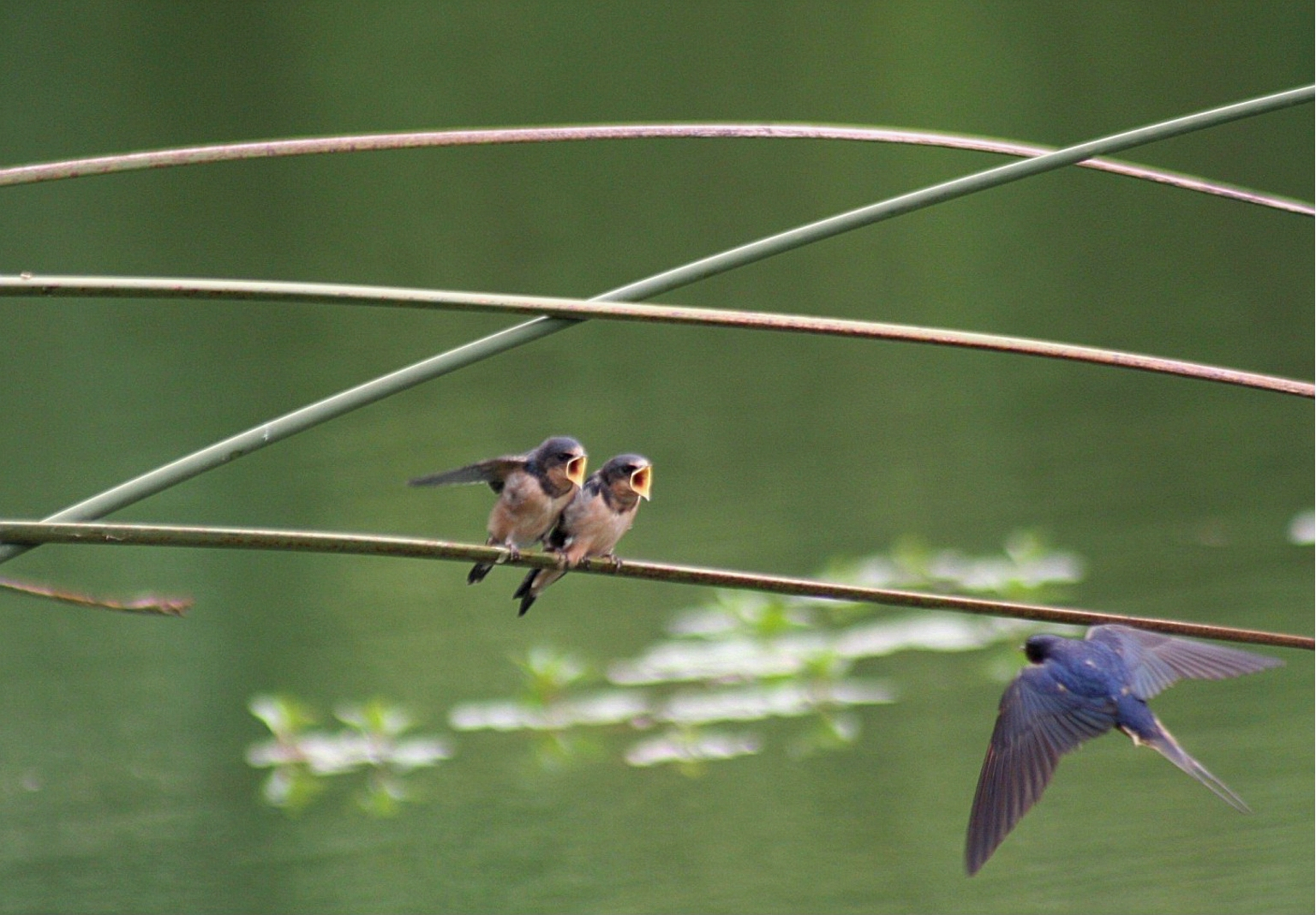
...és a fészek elhagyását követően

A hím füsti fecskék előbb érkeznek vissza a fészkelőhelyeikre, mint a tojók és kiválasztják a fészeképítésre alkalmas helyeket, melyekre a nőstények számára körözéssel és énekléssel hívják fel a figyelmet. A hímek szaporodásának sikeressége összefüggésben van villás farktollaik hosszával, mivel a hosszabb farktollak jóval vonzóbbak a nőstények számára. A hosszabb farktollakkal rendelkező hím egyedek hosszabb élettartammal és a betegségekkel szembeni nagyobb ellenálló-képességgel rendelkeznek, emiatt a tojók a farktollak hosszából képesek némi útmutatót kapni az adott hím egészségi állapotáról és fizikai fittségéről. A hosszabb farktollú egyedektől nagyobb eséllyel számíthatnak erősebb és ellenállóbb fészekaljra. Az Európa északabbi vidékein élő hímek farktollai hosszabbak, mint délebben élő társaik farktollai, továbbá míg Spanyolországban a hímek villás farktollai csupán mintegy 5 százalékkal hosszabbak a nőstény egyedek farktollainál, addig a Finnország területén élő hím egyedek több, mint 20 százalékkal hosszabb farktollakkal rendelkeznek, mint az ugyanott élő tojók. Dániában 1984 és 2004 között mintegy 9 százalékkal vált hosszabbá a hímek farktollainak hossza, de elképzelhető, hogy mindez az éghajlati viszonyok változásának köszönhetően egyre forróbbá és szárazabbá váló nyarak miatt rövidebb farktollak kialakulását fogja majd eredményezni.
A hosszabb farktollakkal rendelkező hímeknek nagyobb fehér színű foltok vannak a farkukon és, bár a tollakat pusztító atkák javarészt a fehér tollakat fogyasztják előszeretettel, ugyanakkor a nagyobb fehér foltok ismételten az állat szaporodási képességének minőségét mutatják. Megfigyelhető, hogy a nagyobb fehér foltokkal rendelkező egyedek sikeresebben és többször párosodnak, amely miatt több utódjuk születik minden egyes költési időszakban.

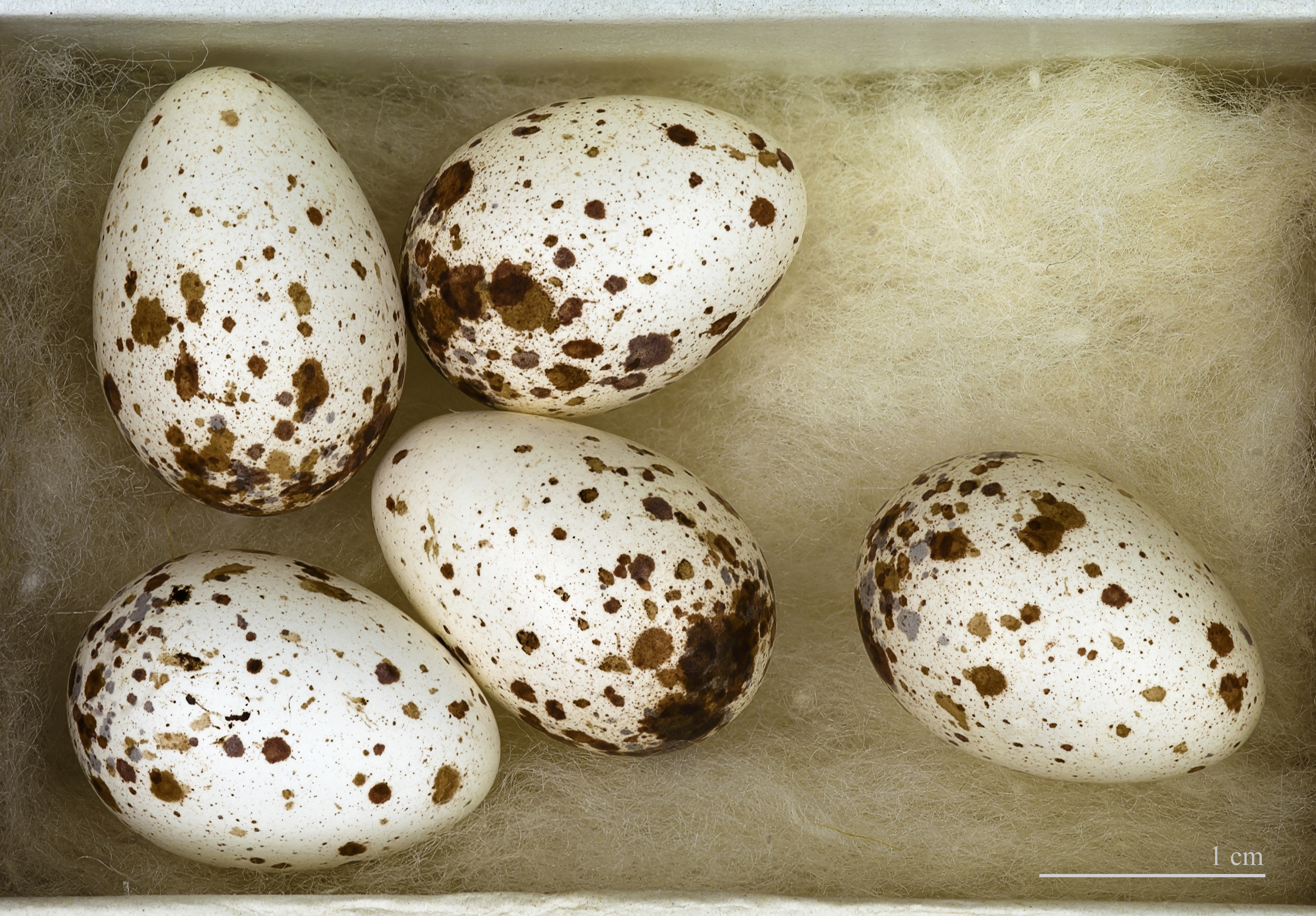
A tojásai

A fészek védelmezésében mindkét nem részt vesz, bár a hímek viselkedése ilyenkor jóval agresszívebb és jobban védelmezik területüket. Bár a párok egy életre együtt maradnak, ugyanakkor nem ritka az sem, hogy nem csak egymással párosodnak, amely miatt a genetikai sokféleség fennmaradása biztosított e madárfaj számára, szemben a kizárólag monogám életet élő madárfajokkal. A hímek vigyáznak arra, hogy nehogy felszarvazzák őket. Amennyiben azonban a felszarvazás mégis megtörténik és a hímek rajtakapják párjukat közösülés közben, akkor megtévesztő vészjeleket kezdenek el hangoztatni, hogy megzavarják a párzást és párjukat ilyen módon próbálják meg elválasztani az ott talált hímtől.
A füsti fecskék fészkeiket csűrökben, ereszek alatt, istállókban, hidak alján építik. A csésze alakú fészek helyét úgy választják ki, hogy a fészek hátsó falát lehetőleg függőleges felületek adják, amelyeknek a félgömb, vagy gömbcikk formájú fészek szerkezete nekitámaszkodik. A fészek építésében mindkét nem részt vesz, bár a nőstények némileg többet foglalkoznak az építéssel a hímeknél. A fecskék sarat vesznek a csőrükbe, amely nem ritkán fűszálakat is tartalmaz, melyet kis golyókká formálnak és nyálukkal előbb a falhoz, vagy fához tapasztják e golyókat, majd az építés előrehaladtával fokozatosan egymáshoz tapasztják a sárgolyókat. A fészket belülről puha anyagokkal borítják, például tollakkal, fűszálakkal, algákkal bélelik ki. Ahol lehetőségük nyílik rá, ott szívesen fészkelnek kolóniában. Ugyanakkor a fészek körüli területet hevesen védelmezik és így tartják távol az Európában például 4-8 négyzetméternyi területüktől fajtársaikat. A madárkolóniák létszáma Észak-Amerikában nagyobb.
Észak-Amerikában a füsti fecskék gyakran kölcsönös kapcsolatot alakítanak ki a halászsasokkal (Pandion haliaetus). A fecskék fészkeiket egy-egy halászsas fészke alá építik, amelynek köszönhetően védelmet kapnak a többi ragadozó madártól, jól lehet a halászsasok leginkább halakkal táplálkoznak. A halászsasok figyelmét a fecskék ragadozó madarak megjelenésekor adott hangjelzései riasztják.
Mielőtt az ember alkotta fészkelőhelyek általánosan elterjedtté váltak volna, azelőtt a füsti fecskék sziklafalakon, barlangokban fészkeltek, de napjainkban ez már ritkán fordul elő. A tojó kettő-hét, ám átlagosan öt tojást tojik, melyek fehér alapon vöröses pettyekkel díszítettek. A tojások hússzor tizennégy milliméteresek és 1,9 gramm súlyúak, melyből mintegy 5 százalékot a tojás héja teszi ki. A keltetés időszaka 14-19 napot vesz igénybe, melyet további 18-23 nap követ, amíg a fiókák tollazata kifejlődik. A megtollasodott fiókák további egy hétig szüleikkel maradnak, akik etetik őket, mielőtt kirepülnének a fészekből. Időnként előfordul, hogy a legelső fészekaljban felcseperedett ifjak részt vesznek a második fészekalj fiókáinak táplálásában.

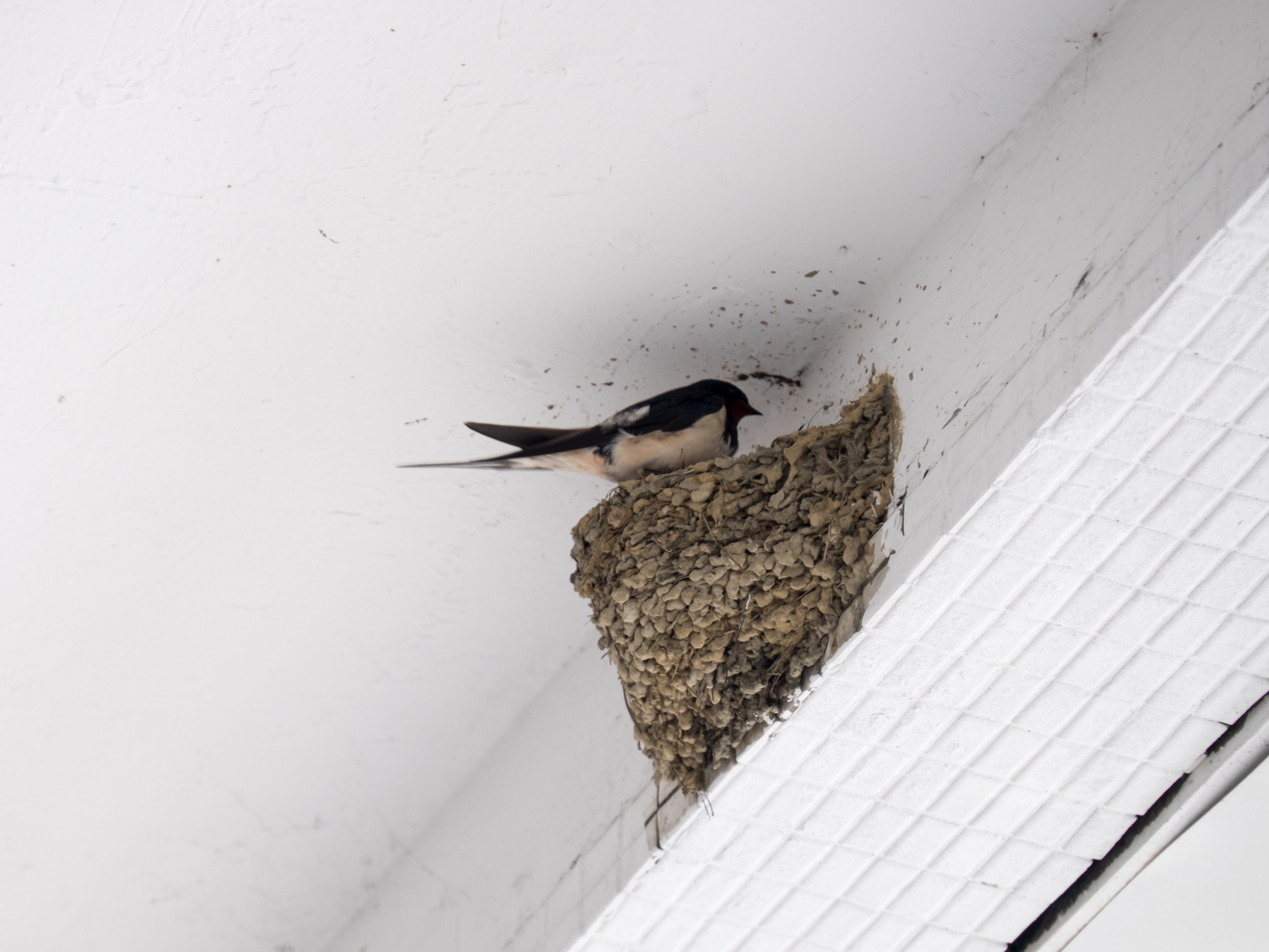
Egy fészkére visszatért egyed

A füsti fecskék rárontanak a fészkük közelében ólálkodó macskákra, vagy ragadozó madarakra, gyakran igen közel repülve a betolakodóhoz. A felnőtt füsti fecskéknek viszonylag kevés természetes ellensége van, ám a Falco állatnem tagjai és a bagolyalakúak időnként elejtenek egy-egy példányt közülük. A fészekparaziták, mint amilyenek a kakukkfélék Európában csak ritkán fordul elő.
A füsti fecskék évente átlagosan két fészekaljat nevelnek fel, mely során a régi fészket használják fel ismét, valamint előfordul, hogy évről évre ugyanazt a fészket használják, ám ilyenkor költés előtt rendbe teszik fészküket, hogy ismét alkalmas legyen a fiókák felnevelésére. A tojásokból a fiókák kikelési esélyei 90 százalékosak és a megtollasodás időszakának túlélési aránya 70-90 százalék közt mozog. Az átlagos elhalálozási arány 70-80 százalék az első éves egyedeknél, míg a felnőtt példányok körében 40 és 70 százalék közt mozog. Bár a legidősebb fecske több, mint 11 évig élt, a legtöbb egyed csak kevesebb, mint 4 évig él. A fecskefiókák nagyra tátják szájukat, jelezvén szüleiknek, hogy éhesek.
A füsti fecskékről feljegyezték, hogy időnként kereszteződik a sziklafecskékkel (Petrochelidon pyrrhonota) és a barlangi fecskével (Petrochelidon fulva) Észak-Amerikában, míg Európában a molnárfecskékkel (Delichon urbicum).

## Fertőzései és természetes ellenségei

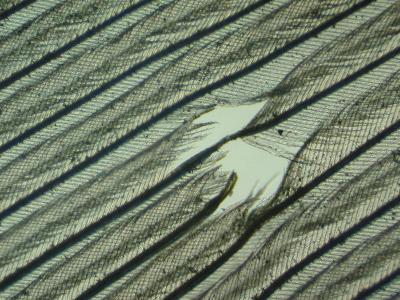
Toll-lyuk mikroszkópos képe egy füsti fecske faroktollán

Európai kutatók különösen sokat foglalkoztak a fecskék evező- és farktollain látható apró toll-lyukakkal, melyeket tetvek rágásnyomainak tartanak. A rágottabb tollazatú fecskék tavasszal később érkeznek, rosszabb a röpképességük és kevesebbet énekelnek.
A tollazatukban lévő lyukakért legtöbbször a tetvek felelősek, ezek közül is két faj, a Machaerilaemus malleus és a Myrsidea rustica, bár más tanulmányok szerint a Brueelia nemzetségbe tartozó tetvek az okozói a tollazatukon lévő lyukaknak. Számos más tetűfélét is hordozhatnak a füsti fecskék, mint például a Brueelia domestica és a Philopterus microsomaticus. Texasban az általában sziklafecskéket megfertőző Oeciacus vicariusról ismert, hogy a füsti fecskéken is megtelepedik.
A ragadozó denevérfélék közül a nagy álvámpírról (Megaderma lyra) köztudott, hogy füsti fecskékre is vadászik. A fecskék közös alvóhelyeiken összegyűlő nagyobb csapatai számos sólyomfajt csábítanak vadászatra. Többek közt a vándorsólyom (Falco peregrinus) és az afrikai kabasólyom (Falco cuvierii) vadászik rájuk.

## Védettsége
A füsti fecskék élőhelye hatalmas területen húzódik. Kiterjedése világszerte összesen 51 700 000 négyzetkilométernyi területet foglal magába. Globális egyedszámuk mintegy 190 millió példány. A Természetvédelmi Világszövetség meghatározása szerint a füsti fecskék a nem veszélyeztetett madárfajok közé tartoznak.

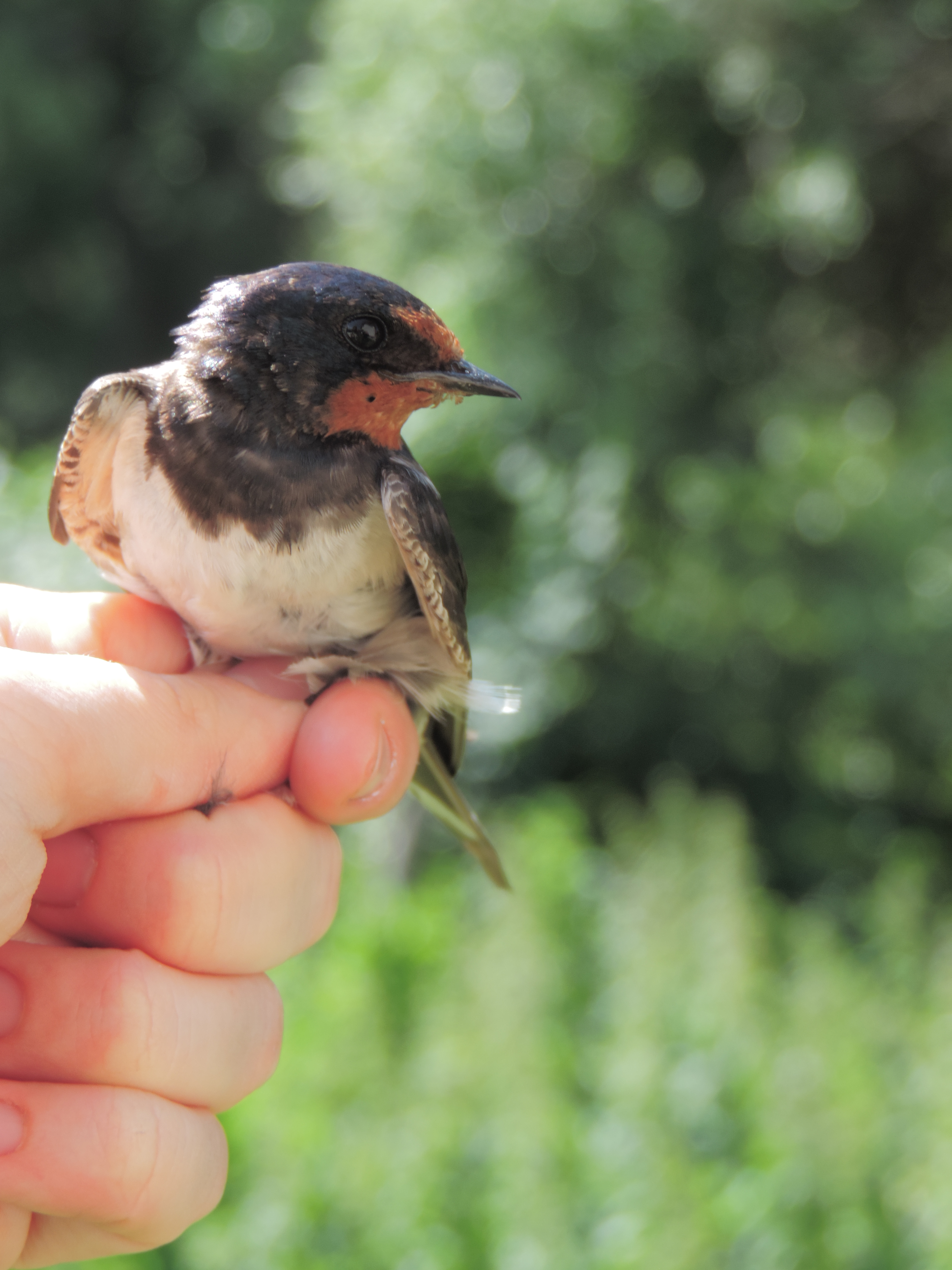
Egy füsti fecske emberi kézben

Ez az a madárfaj, amelynek leginkább sikerült hasznot húznia az erdővel borított területek ritkulásából, mivel az erdőterületek eltűnésével olyan nyílt élőhelyek jöttek létre, melyeket a füsti fecskék előnyben részesítenek. Egyedszámára számos helyi sajátosság jelent és jelentett veszélyt, például Izraelben az 1950-es években a DDT nevű rovarirtó szer káros hatásai miatt népessége fogyatkozni kezdett, a 19. században az Egyesült Államokban a házi verebekkel kellett versenyeznie a fészkelőhelyekért, melynek következtében csökkenni kezdett állománya. Európában és Ázsiában állományának csökkenése napjainkban is tartó folyamat, főleg az intenzív mezőgazdasági termelés következtében, amely csökkenti a rovarok számát, amelyek e madarak legfőbb táplálékforrása. Ugyanakkor Észak-Amerikában létszáma növekedésnek indult a 20. század során a fészkelőhelyek számának növekedése, a folyamatos területi terjeszkedés folytán, mely során Albertáig is elért élőhelyének határa.
Az egyre gyakoribbá váló kémiai rovarirtás következtében Magyarországon is lecsökkent a táplálékul szolgáló rovarok mennyisége.
Az éghajlatváltozás hatással lehet a füsti fecskék állományára, mivel a szárazságok idején súlyt veszítenek e madarak és a kevesebb táplálék miatt tollazatuk lassabban növekedik, valamint a Szahara kiterjedésének növekedése egyre komolyabb akadályt képez az Európából származó egyedek vándorlása során. A forró és száraz nyarak során kevesebb rovar fejlődik ki, amely csökkenti a fiókák megfelelő táplálásához szükséges élelem mennyiségét. Ugyanakkor az enyhébb tavaszi időjárás megnyújtja a költési időszakot, amely miatt több fiókát tudnak felnevelni.
A füsti fecske Magyarországon védett madár, természetvédelmi értéke 50 000 forint. SPEC értékelése 3-as, azaz az európai populációk kedvezőtlen helyzetben vannak, de a teljes állomány zöme nem Európában fordul elő. Elsősorban táplálékának vegyszeres pusztítása jelent veszélyt e fajra.

## Kapcsolata az emberekkel
A füsti fecskék étrendjét elsősorban repülő rovarok fogyasztása jellemzi, amely miatt azokon a helyeken, ahol osztoznia kell az emberek által használt épületeken, ott általában szívesen látják. Mivel az év viszonylag korai időszakában tér vissza telelőterületeiről számos helyen e madár megjelenéséhez kötik a nyári időszak megérkeztét.
Az óvilágban a fecskék emberemlékezet óta használják fészeképítési célokra az ember alkotta épített környezet elemeit. Publius Vergilius Maro Georgikonjában így említi meg e madarakat: Ante garrula quam tignis nidum suspendat hirundo, azaz „Mielőtt a csivitelő fecskék fészkei lógnának a szarufákról.”
Számos állattartó gondolja úgy, hogy a fecskék felelősek a szalmonella baktérium terjesztéséért, ugyanakkor egy svéd tanulmány megvizsgálta ennek az állításnak az igazságtartalmát és kiderült, hogy nem mutatható ki semmiféle összefüggés a fecskék és a baktérium terjedése között.
Bizonyos, a fecskéket nem kellően ismerő emberek gyakran fészkének elpusztítását választják, ha az állatok ürülékének szennyezésével, a potyogtatással találkoznak. Ennek bekövetkezését a fészek alatt elhelyezett, a mennyezethez rögzített, kellő méretű deszkalap azonban meg tudja akadályozni. Bizonyos emberek a fecskéket túl hangosnak, vagy emberek közelében való röpködését ijesztőnek találják és ezért pusztítják el e madarak fészkeit. A népnyelv a fecskék csivitelését egyebek mellett fecsferikélésnek nevezi.
A füsti fecskéről egy utcát neveztek el Budapest XVII. kerületében, a Madárdombon.
Fekete István állatnevei közt a fecskéket Csí néven nevezi.

## Képek

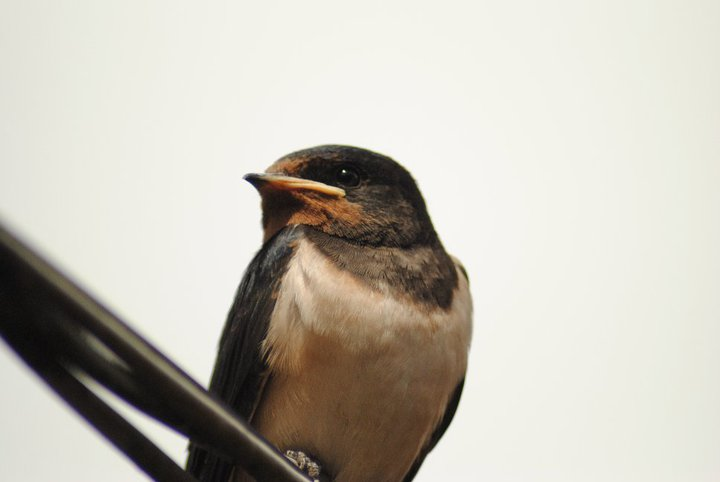
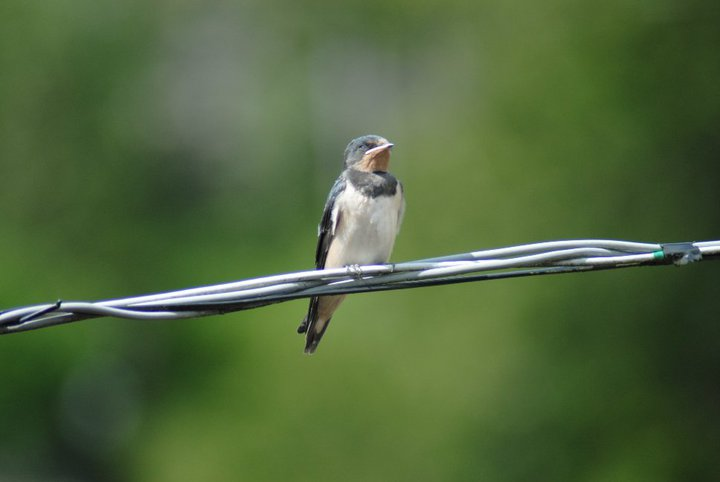
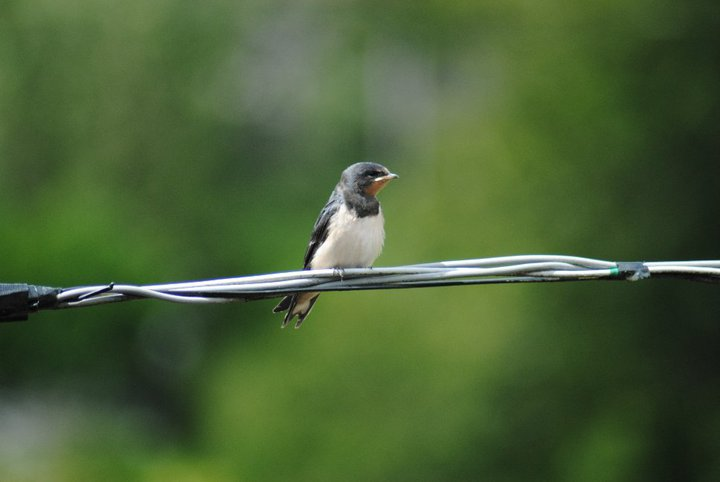
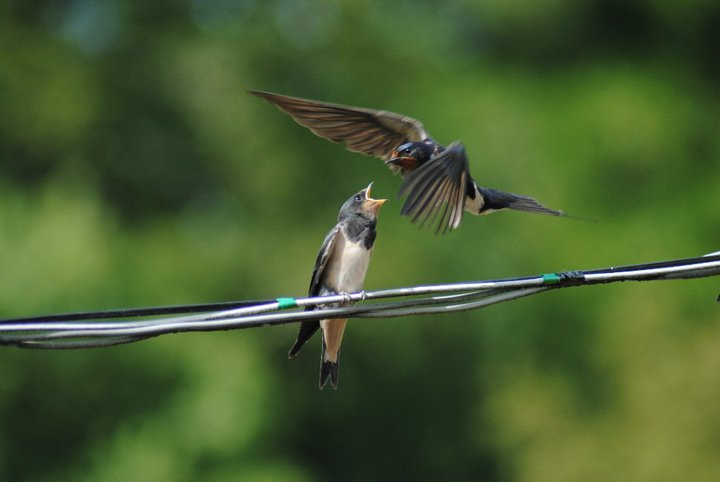
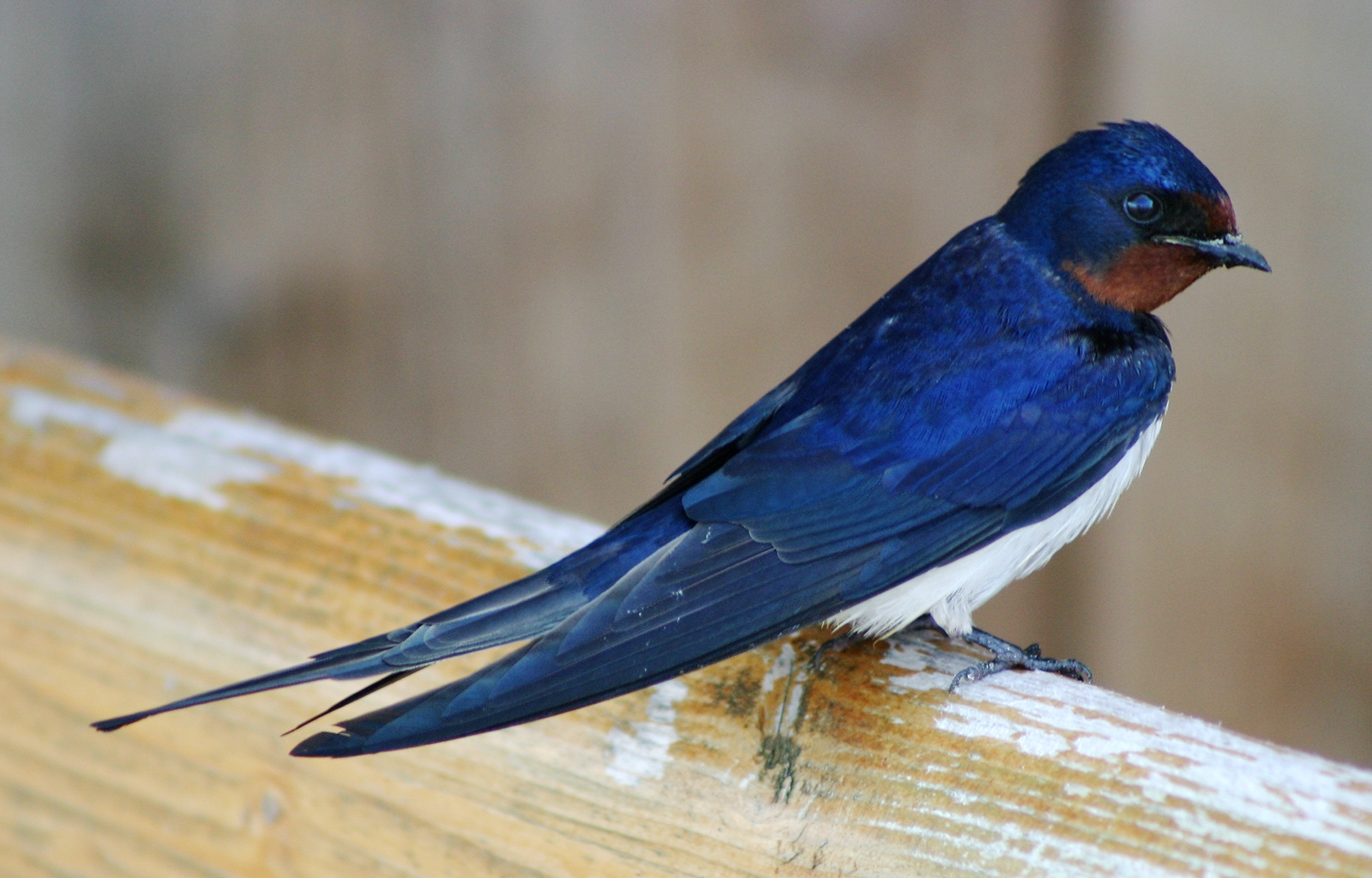